# Prêmio Wolf de Matemática
O Prêmio Wolf de Matemática é concedido quase anualmente pela Fundação Wolf em Israel. É um dos seis Prêmios Wolf estabelecidos pela fundação e concedido desde 1978; os outros são em Agronomia, Artes, Física, Medicina e Química. Até o estabelecimento do Prêmio Abel, foi provavelmente o mais próximo equivalente a um "Nobel de Matemática", pois a mais prestigiosa Medalha Fields é concedida somente a cada quatro anos a matemáticos com menos de 40 anos de idade.

## Laureados
| Ano    | Nome                    | País                                      | Citação |
| ------ | ----------------------- | ----------------------------------------- | --- |
| 1978   | Israel Gelfand          | União Soviética                           | pelo seu trabalho em análise funcional, representação de grupos, e por suas iniciativas que contribuíram para muitas áreas da matemática e suas aplicações. |
| 1978   | Carl Ludwig Siegel      | Alemanha                                  | por suas contribuições em teoria dos números, teoria das variáveis complexas múltiplas e mecânica celeste. |
| 1979   | Jean Leray              | França                                    | por seu trabalho pioneiro no desenvolvimento e aplicações de métodos topológicos para o estudo de equações diferenciais. |
| 1979   | André Weil              | França                                    | por sua introdução inspirada em métodos da geometria algébrica para a teoria dos números. |
| 1980   | Henri Cartan            | França                                    | pelo trabalho pioneiro em topologia algébrica, variáveis complexas, álgebra homológica e por ser um líder inspirador de uma geração de matemáticos. |
| 1980   | Andrei Kolmogorov       | União Soviética                           | por suas descobertas profundas e originais em análise de Fourier, teoria da probabilidade, teoria ergódica e sistemas dinâmicos. |
| 1981   | Lars Valerian Ahlfors   | Finlândia                                 | por descobertas seminais e a criação de novos métodos poderosos em teoria das funções geométricas. |
| 1981   | Oscar Zariski           | Bielorrússia · Estados Unidos             | criador da abordagem moderna da geometria algébrica, por sua fusão com álgebra comutativa. |
| 1982   | Hassler Whitney         | Estados Unidos                            | por sua obra fundamental em topologia algébrica, geometria diferencial e topologia diferencial. |
| 1982   | Mark Krein              | União Soviética                           | por suas contribuições fundamentais à análise funcional e suas aplicações. |
| 1983/4 | Shiing-Shen Chern       | Estados Unidos                            | por contribuições de destaque à geometria diferencial global, que influenciaram profundamente toda a matemática. |
| 1983/4 | Paul Erdős              | Hungria                                   | por suas numerosas contribuições à teoria dos números, combinatória, probabilidade, teoria dos conjuntos e análise matemática, e por pessoalmente estimular matemáticos de todo o mundo.                                                                        |
| 1984/5 | Kunihiko Kodaira        | Japão                                     | por suas contribuições notáveis para o estudo de variedades complexas e variedades algébricas. |
| 1984/5 | Hans Lewy               | Alemanha · Estados Unidos                 | por iniciar muitos desenvolvimentos, atualmente clássicos e essenciais, em equações diferenciais parciais. |
| 1986   | Samuel Eilenberg        | Polónia, · Estados Unidos                 | por seu trabalho fundamental em topologia algébrica e álgebra homológica. |
| 1986   | Atle Selberg            | Noruega                                   | por seu trabalho profundo e original sobre a teoria dos números e sobre grupos discretos e formas automórficas. |
| 1987   | Kiyoshi Ito             | Japão                                     | por suas contribuições fundamentais para a teoria das probabilidades pura e aplicada, especialmente a criação do cálculo diferencial e integral estocástico. |
| 1987   | Peter Lax               | Hungria · Estados Unidos                  | por suas contribuições notáveis para muitas áreas de análise e matemática aplicada. |
| 1988   | Friedrich Hirzebruch    | Alemanha                                  | pelo excelente trabalho combinando topologia, geometria algébrica e geometria diferencial e teoria algébrica dos números; e por seu estímulo à cooperação e pesquisa matemática.                                                                                |
| 1988   | Lars Hörmander          | Suécia                                    | por trabalhos fundamentais em análise moderna, em particular, a aplicação de operadores pseudodiferenciais e operadores integrais de Fourier para equações diferenciais parciais lineares.                                                                      |
| 1989   | Alberto Calderón        | Argentina                                 | por seu trabalho inovador em operadores integrais singulares e sua aplicação a problemas importantes em equações diferenciais parciais. |
| 1989   | John Milnor             | Estados Unidos                            | por descobertas engenhosas e altamente originais em geometria, que abriram novas perspectivas importantes em topologia do ponto de vista algébrico, combinatório e diferenciável.                                                                               |
| 1990   | Ennio de Giorgi         | Itália                                    | por suas idéias inovadoras e realizações fundamentais em equações diferenciais parciais e cálculo variacional. |
| 1990   | Ilja Pjatetskij-Shapiro | União Soviética · Israel · Estados Unidos | por suas contribuições fundamentais nos campos de domínios complexos homogêneos, grupos discretos, teoria de representação e formas automórficas. |
| 1991   | Sem premiação           | Sem premiação                             | Sem premiação |
| 1992   | Lennart Carleson        | Suécia                                    | por suas contribuições fundamentais para a análise de Fourier, análise complexa, mapeamentos quasi-conformes e sistemas dinâmicos. |
| 1992   | John Griggs Thompson    | Estados Unidos                            | por suas contribuições profundas para todos os aspectos da teoria dos grupos finitos e conexões com outros ramos da matemática. |
| 1993   | Mikhael Gromov          | Rússia · França                           | por suas contribuições revolucionárias à geometria Riemanniana e simplética global, topologia algébrica, teoria geométrica de grupos e teoria das equações diferenciais parciais;                                                                               |
| 1993   | Jacques Tits            | Bélgica · França                          | por suas contribuições pioneiras e fundamentais para a teoria da estrutura dos grupos algébricos e outras classes e, em particular, pela teoria dos edifícios.                                                                                                  |
| 1994/5 | Jürgen Moser            | Alemanha · Estados Unidos                 | por seu trabalho fundamental sobre estabilidade na mecânica hamiltoniana e suas contribuições profundas e influentes para equações diferenciais não lineares.                                                                                                   |
| 1995/6 | Robert Langlands        | Canadá                                    | por seu trabalho pioneiro e extraordinária visão nos campos da teoria dos números, Forma automórfica e representação de grupo. |
| 1995/6 | Andrew Wiles            | Reino Unido                               | por contribuições espetaculares para a teoria dos números e campos relacionados, grandes avanços em conjecturas fundamentais e para resolver o último teorema de Fermat.                                                                                        |
| 1996/7 | Joseph Keller           | Estados Unidos                            | por suas contribuições profundas e inovadoras, em particular para a propagação de ondas eletromagnéticas, ópticas e acústicas e para a mecânica dos fluidos, sólidos, quântica e estatística.                                                                   |
| 1996/7 | Iakov Sinai             | União Soviética · Rússia · Estados Unidos | por suas contribuições fundamentais para métodos matematicamente rigorosos em mecânica estatística e a teoria ergódica de sistemas dinâmicos e suas aplicações em física.                                                                                       |
| 1998   | Sem premiação           | Sem premiação                             | Sem premiação |
| 1999   | László Lovász           | Hungria · Estados Unidos                  | por suas contribuições notáveis para a combinatória, ciência da computação teórica e otimização combinatória. |
| 1999   | Elias Stein             | Estados Unidos                            | por suas contribuições para a análise clássica e euclidiana de Fourier e por seu impacto excepcional sobre uma nova geração de analistas por meio de seu ensino e escrita eloquente.                                                                            |
| 2000   | Raoul Bott              | Hungria · Estados Unidos                  | por suas descobertas profundas em topologia e geometria diferencial e suas aplicações a grupos de Lie, operadores diferenciais e física matemática. |
| 2000   | Jean-Pierre Serre       | França                                    | por suas muitas contribuições fundamentais para a topologia, geometria algébrica, álgebra e teoria dos números e por suas aulas e textos inspiradores. |
| 2001   | Vladimir Arnold         | União Soviética · Rússia                  | por seu trabalho profundo e influente em uma infinidade de áreas da matemática, incluindo sistemas dinâmicos, equações diferenciais e teoria das singularidades.                                                                                                |
| 2001   | Saharon Shelah          | Israel                                    | por suas muitas contribuições fundamentais para a lógica matemática e a teoria dos conjuntos, e suas aplicações em outras partes da matemática. |
| 2002/3 | Mikio Satō              | Japão                                     | por sua criação da análise algébrica, incluindo teoria de hiperfunção e teoria de microfunção, teoria de campo quântica holonômica e uma teoria unificada de equações de sóliton.                                                                               |
| 2002/3 | John Tate               | Estados Unidos                            | por sua criação de conceitos fundamentais na teoria algébrica dos números. |
| 2004   | Sem premiação           | Sem premiação                             | Sem premiação |
| 2005   | Grigory Margulis        | União Soviética · Rússia                  | por suas contribuições monumentais para a álgebra, em particular para a teoria de reticulados em grupos de Lie semi-simples, e aplicações marcantes desta para a teoria ergódica, teoria de representação, teoria dos números, combinatória e teoria da medida. |
| 2005   | Sergei Novikov          | União Soviética · Rússia                  | por suas contribuições fundamentais e pioneiras à topologia algébrica e diferencial e à física matemática, notadamente a introdução de métodos algébrico-geométricos.                                                                                           |
| 2006/7 | Stephen Smale           | Estados Unidos                            | por suas contribuições inovadoras que desempenharam um papel fundamental na formação da topologia diferencial, sistemas dinâmicos, economia matemática e outros assuntos em matemática.                                                                         |
| 2006/7 | Hillel Fürstenberg      | Estados Unidos · Israel                   | por suas contribuições profundas para a teoria ergódica, probabilidade, dinâmica topológica, análise de espaços simétricos e fluxos homogêneos. |
| 2008   | Pierre Deligne          | Bélgica                                   | por seu trabalho na teoria mista de Hodge; as conjecturas de Weil; a correspondência Riemann-Hilbert; e por suas contribuições para a aritmética. |
| 2008   | Phillip Griffiths       | Estados Unidos                            | por seu trabalho em variações de estruturas de Hodge; a teoria dos períodos de integrais abelianas; e por suas contribuições à geometria diferencial complexa.                                                                                                  |
| 2008   | David Mumford           | Estados Unidos                            | por seu trabalho em superfícies algébricas; na teoria dos invariantes geométricos; e por lançar as bases da moderna teoria algébrica de módulos de curvas e funções theta.                                                                                      |
| 2009   | Sem premiação           | Sem premiação                             | Sem premiação |
| 2010   | Shing-Tung Yau          | Estados Unidos                            | por seu trabalho em análise geométrica que teve um impacto profundo e dramático em muitas áreas da geometria e da física. |
| 2010   | Dennis Sullivan         | Estados Unidos                            | por suas contribuições inovadoras para topologia algébrica e dinâmica conforme. |
| 2011   | Sem premiação           | Sem premiação                             | Sem premiação |
| 2012   | Michael Aschbacher      | Estados Unidos                            | por seu trabalho sobre a teoria dos grupos finitos. |
| 2012   | Luis Caffarelli         | Argentina · Estados Unidos                | por seu trabalho em equações diferenciais parciais. |
| 2013   | George Mostow           | Estados Unidos                            | por sua contribuição fundamental e pioneira para a geometria e a teoria dos grupos de Lie. |
| 2013   | Michael Artin           | Estados Unidos                            | por suas contribuições fundamentais para a geometria algébrica, tanto em comutativa como não comutativa. |
| 2014   | Peter Sarnak            | África do Sul · Estados Unidos            | por suas profundas contribuições em análise, teoria dos números, geometria e combinatória. |
| 2015   | James Arthur            | Canadá                                    | por seu trabalho fundamental sobre a fórmula do traço e suas contribuições fundamentais à teoria das representações automórficas de grupos redutivos. |
| 2016   | Sem premiação           | Sem premiação                             | Sem premiação |
| 2017   | Richard Schoen          | Estados Unidos                            | por suas contribuições para a análise geométrica e a compreensão da interconexão de equações diferenciais parciais e geometria diferencial. |
| 2017   | Charles Fefferman       | Estados Unidos                            | por suas contribuições em uma série de áreas matemáticas, incluindo análise multivariada complexa, equações diferenciais parciais e problemas subelípticos. |
| 2018   | Alexander Beilinson     | Rússia · Estados Unidos                   | por seu trabalho que fez progressos significativos na interface da geometria e da física matemática. |
| 2018   | Vladimir Drinfeld       | Ucrânia · Estados Unidos                  | por seu trabalho que fez progressos significativos na interface da geometria e da física matemática. |
| 2019   | Jean-François Le Gall   | França                                    | por suas diversas contribuições profundas e elegantes para a teoria dos processos estocásticos. |
| 2019   | Greg Lawler             | Estados Unidos                            | por sua pesquisa abrangente e pioneira sobre loop-erased random walks. |
| 2020   | Simon Donaldson         | Reino Unido                               | por suas contribuições à geometria diferencial e topologia. |
| 2020   | Yakov Eliashberg        | Estados Unidos                            | por suas contribuições à geometria diferencial e topologia. |
| 2021   | Sem premiação           | Sem premiação                             | Sem premiação |
| 2022   | George Lusztig          | Roménia · Estados Unidos                  | por seu trabalho inovador acerca da representação teórica e áreas relacionadas. |
| 2023   | ingrid Daubechies       | Bélgica · Estados Unidos                  | por seu trabalho em onduletas e análises harmônicas aplicadas. |
| 2024   | Adi Shamir              | Israel                                    | pelas contribuições para com a criptografia matemática, combinatória e teoria da ciência da computação. |
| 2024   | Noga Alon               | Israel                                    | pelas contribuições para com a criptografia matemática, combinatória e teoria da ciência da computação. |